# Грибаново (Вологодская область)
Грибаново — деревня в Сокольском районе Вологодской области.
Входит в состав Боровецкого сельского поселения, с точки зрения административно-территориального деления — в Боровецкий сельсовет.
Расстояние по автодороге до районного центра Сокола — 13 км, до центра муниципального образования Обросова — 2 км. Ближайшие населённые пункты — Гуриево, Турбаево, Большой Двор, Рязанка, Перевоз, Малый Кривец.
По переписи 2002 года население — 3 человека.